# Saison 2015-2016 de l'Union sportive carcassonnaise XV
Cette page présente la saison 2015-2016 de l'Union sportive carcassonnaise en Pro D2.

## Entraîneurs
- Christian Gajan : manager
- Philippe Guicherd : entraîneur des avants
- Alexandre Jaffrès : entraîneur des lignes arrières

## La saison
Budget
Avec un budget pour la saison est de 4,35 millions d'euros, celui-ci est le plus petit budget de la pro D2.

## Effectif 2015-2016
| Nom                      | Poste          | Naissance       | Nationalité sportive | International | Dernier club               | Arrivée au club (année) |
| ------------------------ | -------------- | --------------- | -------------------- | ------------- | -------------------------- | ----------------------- |
| Mohamed Ben Bouhout      | Pilier         | 30/06/1978      | Maroc                | -             | Section paloise            | 2008                    |
| Victor Laval             | Pilier         | 26/11/1989      | France               | -             | CA Brive                   | 2014                    |
| Andrei Ursache           | Pilier         | 10/05/1984      | Roumanie             |               | Rugby club Steaua Bucarest | 2012                    |
| Ionel Badiu              | Pilier         | 29/07/1989      | Roumanie             | -             | Stade Rodez Aveyron        | 2014                    |
| Quentin Drancourt        | Pilier         | 17/03/1989      | France               | -             | US Bressane                | 2015                    |
| Nahuel Lobo              | Pilier         | 27/08/1991      | France               | -             | Montpellier HR             | 2015                    |
| François-Joseph Bordewie | Pilier         | 20/07/1993      | France               | -             | RC Toulon                  | 2015                    |
| Semisi Telefoni          | Pilier         | 20/12/1982      | Tonga                | -             | SU Agen                    | 2015                    |
| Théo Michelle            | Pilier         | 01/12/1994      | France               | -             | RC Narbonne                | 2015                    |
| Clément Jullien          | Talonneur      | 16/05/1992      | France               | -             | US Oyonnax                 | 2015                    |
| Luc Bissuel              | Talonneur      | 09/09/1988      | France               | -             | FC Auch                    | 2014                    |
| François Tisseau         | Deuxième ligne | 25/11/1983      | France               | -             | Union Bordeaux Bègles      | 2013                    |
| Cédric Guironnet         | Deuxième ligne | 14/07/1985      | France               | -             | Union Bordeaux Bègles      | 2010                    |
| Clément Poux             | Deuxième ligne | 01/01/1984      | France               | -             | AS Béziers                 | 2015                    |
| Pierre Labouchère        | Deuxième ligne | 06/04/1995      | France               | -             | Section paloise            | 2015                    |
| Alin Coste               | Deuxième ligne | 28/02/1987      | Roumanie             |               | US bressane                | 2014                    |
| Johan Aliouat            | 2e ligne       | 22 janvier 1993 | France               |               | Montpellier HR             | 2015                    |
| Evrard Dion Oulai        | 3e ligne       | 22/06/1993      | Côte d'Ivoire        | -             | Abidjan RC                 | 2014                    |
| Sanele Vavae Tuilagi     | 3e ligne       | 15/06/1988      | Samoa                | -             | RC Narbonne                | 2013                    |
| Franck Teyssier          | 3e ligne       | 10/07/1982      | France               | -             | SC Mazamet                 | 2007                    |
| Kevin Gimeno             | 3e ligne       | 11/09/1991      | France               | -             | Montpellier HR             | 2014                    |
| Joël Koffi               | 3e ligne       | 07/11/1984      | France               | -             | US Montauban               | 2010                    |
| Scott Newlands           | 3e ligne       | 20/07/1985      | Écosse               | -             | US Oyonnax                 | 2014                    |
| Emmanuel Étien           | 3e ligne       | 14/03/1981      | France               | -             | US Montauban               | 2010                    |
| Tom Llabres              | 3e ligne       | 07/05/1994      | France               | -             | Montpellier HR             | 2015                    |
| Tui Katoa                | 3e ligne       | 25/11/1994      | Nouvelle-Zélande     | -             | Union Bordeaux Bègles      | 2015                    |
| Ovidiu Tonita            | 3e ligne       | 06/08/1980      | Roumanie             |               | Provence rugby             | 2015                    |
| Carol Raynaud            | Mêlée          | 25/01/1993      | France               | -             | Formé au club              | 2012                    |
| Thibaud Lautier          | Mêlée          | 04/09/1996      | France               | -             | AS Béziers                 | 2015                    |
| Yohan Domenech           | Mêlée          | 19/04/1993      | France               | -             | US Oyonnax                 | 2015                    |
| Felipe Berchesi          | Ouverture      | 12/04/1991      | Uruguay              | -             | SO Chambéry                | 2015                    |
| Adrien Latorre           | Ouverture      | 04/09/1990      | France               | -             | RC Massy                   | 2015                    |
| Benjamin Caminati        | Ouverture      | 12/10/1989      | France               | -             | FC Auch                    | 2014                    |
| Tom Matthews             | Centre         | 30/09/1990      | Australie            | -             | Gordon RFC                 | 2015                    |
| Javiah Pohe              | Centre         | 24/06/1994      | Angleterre           | -             | Nottingham RFC             | 2015                    |
| Mathieu Guillomot        | Centre         | 15/11/1993      | France               | -             | Castres olympique          | 2015                    |
| José Lima                | Centre         | 15/11/1993      | France               | -             | RC Narbonne                | 2014                    |
| Fabien Grammatico        | Centre         | 16/05/1985      | France               | -             | RC Narbonne                | 2014                    |
| Afa Pakalani             | Centre         | 02/08/1989      | Tonga                |               | Greater Sydney Rams        | 2015                    |
| Hugo Condou              | Centre         | 5 février 1995  | France               | -             | Formé au club              | 2015                    |
| Benoît Lazzarotto        | Ailier         | 21/01/1988      | France               | -             | Formé au club              | 2009                    |
| Thierry Brana            | Ailier         | 06/02/1986      | France               | -             | Union Bordeaux Bègles      | 2013                    |
| Aisea Natoga             | Ailier         | 05/09/1990      | Fidji                | -             | Ospreys                    | 2015                    |
| Julien Gros              | Arrière        | 20/07/1991      | France               | -             | CS Bourgoin-Jallieu        | 2013                    |
| Yanis Guitoune           | Arrière        | 21/01/1994      | France               | -             | SC Albi                    | 2015                    |

## Calendrier et résultats[1]

### Pro D2
| - Tarbes PR - US Carcassonne : 22-23 - US Carcassonne - USA Perpignan : 9-38 - Colomiers rugby - US Carcassonne : 31-9 - US Carcassonne - US Dax : 30-20 - US Carcassonne - Aviron bayonnais : 22-32 - Lyon OU - US Carcassonne : 47-11 - Provence rugby - US Carcassonne : 17-16 - US Carcassonne - CS Bourgoin-Jallieu : 15-13 - AS Béziers - US Carcassonne : 54-15 - US Carcassonne - US Montauban : 21-17 - US Carcassonne - Stade aurillacois: 24-3 - Biarritz olympique - US Carcassonne : 44-16 - US Carcassonne - Stade montois : 22-12 - RC Narbonne - US Carcassonne : 15-12 - US Carcassonne – SC Albi : 12-13 | - US Carcassonne - Tarbes PR : 6-9 - USA Perpignan - US Carcassonne : 40-14 - US Carcassonne - Colomiers rugby : 15-22 - US Dax - US Carcassonne : 15-20 - Aviron bayonnais - US Carcassonne : 14-9 - US Carcassonne - Lyon OU : 26-38 - US Carcassonne - Provence rugby : 13-3 - CS Bourgoin-Jallieu - US Carcassonne : 28-6 - US Carcassonne - AS Béziers : 18-17 - US Montauban - US Carcassonne : 12-3 - Stade aurillacois - US Carcassonne : 42-14 - US Carcassonne - Biarritz olympique : 32-27 - Stade montois - US Carcassonne : 39-10 - US Carcassonne - RC Narbonne : 26-20 - SC Albi - US Carcassonne : 37-15 |

| Rang | Club                                   | J  | V  | N | D  | Bo | Bd | Pm  | Pe  | Diff | Pts |
| ---- | -------------------------------------- | -- | -- | - | -- | -- | -- | --- | --- | ---- | --- |
| 1    | Lyon OU (R)                            | 30 | 25 | 0 | 5  | 12 | 4  | 971 | 493 | +478 | 116 |
| 2    | Aviron bayonnais (R)                   | 30 | 19 | 1 | 10 | 4  | 4  | 658 | 602 | +56  | 86  |
| 3    | Stade aurillacois                      | 30 | 18 | 0 | 12 | 7  | 2  | 724 | 613 | +111 | 81  |
| 4    | Stade montois                          | 30 | 17 | 1 | 12 | 5  | 3  | 655 | 611 | +44  | 78  |
| 5    | Colomiers Rugby                        | 30 | 16 | 3 | 11 | 4  | 4  | 629 | 590 | +39  | 78  |
| 6    | AS Béziers                             | 30 | 17 | 1 | 12 | 4  | 3  | 745 | 662 | +83  | 77  |
| 7    | USA Perpignan                          | 30 | 15 | 1 | 14 | 5  | 6  | 676 | 615 | +61  | 73  |
| 8    | Biarritz olympique                     | 30 | 14 | 0 | 16 | 3  | 5  | 674 | 656 | +18  | 64  |
| 9    | CS Bourgoin-Jallieu                    | 30 | 12 | 0 | 18 | 5  | 9  | 595 | 642 | -47  | 62  |
| 10   | SC Albi                                | 30 | 13 | 2 | 15 | 2  | 4  | 591 | 643 | -52  | 62  |
| 11   | RC Narbonne                            | 30 | 13 | 0 | 17 | 2  | 6  | 602 | 653 | -51  | 60  |
| 12   | US Montauban                           | 30 | 12 | 0 | 18 | 1  | 9  | 570 | 624 | -54  | 58  |
| 13   | Stado Tarbes PR (8 points de pénalité) | 30 | 13 | 0 | 17 | 0  | 9  | 543 | 630 | -87  | 53¹ |
| 14   | US Carcassonne                         | 30 | 11 | 0 | 19 | 0  | 5  | 484 | 741 | -257 | 49  |
| 15   | US Dax                                 | 30 | 10 | 1 | 19 | 1  | 5  | 538 | 713 | -175 | 48  |
| 16   | Provence Rugby (P)                     | 30 | 9  | 0 | 21 | 1  | 5  | 549 | 716 | -167 | 42  |

## Statistiques

### Statistiques collectives
Attaque
Défense

### Statistiques individuelles
Meilleur réalisateur